# 无舌狗娃花
无舌狗娃花（学名：Heteropappus eligulatus）为菊科狗娃花属的植物，为中国的特有植物。分布于中国大陆的西藏等地，生长于海拔3,700米至3,900米的地区，多生在石滩地上，目前尚未由人工引种栽培。